# Screaming Bloody Murder
Screaming Bloody Murder — п'ятий студійний альбом канадського панк-рок-гурту Sum 41, реліз якого відбувся 29 березня 2011 року, другий альбом групи продюсером якого є фронтмен групи Деррік Уіблі. В момент запису альбому до складу групи був прийнятий Том Такер, який став співавтором пісні до альбому. Станом на жовтень 2012 року в США було продано 97,000 копій альбому.

## Запис альбому
Спочатку група зібралася в студії наприкінці 2008 року, в планах була запис міні-альбому, реліз якого повинен був відбутися в квітні 2009 року. Збиралось все більше і більше матеріалу і група вирішила зробити повноцінний студійний альбом. Дерік повідомив, що альбом вийде в 2009 році, але пізніше Коуном та Стівом було сказано, що альбом не варто чекати раніше літа 2010 року.
У листопаді 2009 група найняла британського продюсера Гіла Нортона. Після препродакшену у грудні група була готова для запису альбому у студії, в січні 2010 року, але через розбіжності в баченні альбому Гіл був звільнений після тижня роботи в студії. Продюсером альбому став Дерік, він же й був продюсером попереднього альбому Underclass Hero.
Запис інструментів почалася 26 січня 2010 року та закінчилася 17 березня 2010 року. Першими були записані ударні на Capitol Studios та Perfect Sound Studios, після чого група орендувала дім на околицях Лос-Анджелесу, який слугував як звукозаписувальна студія, де й був записаний основний матеріал. Після того Деріком був записаний вокал на його домашній студії. 7 квітня 2010 року група ще раз зібралась в EastWest Studios для запису додаткових композицій для альбому. 12 червня 2010 Дерік в відео сказав, що альбом готовий на 99%. Всі записи для альбому завершились 24 червня 2010 року, наступного дня група вирушила на Vans Warped Tour 2010. В цей час альбом проходив фінальну стадію.
Після виступів на Warped Tour група оголосила назву нової пісні Skumfuk, яка повинна з'явитись на Warped Tour CD, проте вона туди не увійшла, через те що матеріал не був готовий вчасно. 6 червня 2010 року пісня була викладена в інтернет. Група оголосила, що Skumfuk не є синглом альбому, але через онлайн-популярність, її виконувати на концертах європейського турне в жовтні. Пізніше було оголошено, що група викладе 12-ти хвилинний відрізок з альбому (пізніше названий A Dark Road Out of Hell, який мав складатись з треків з 7 по 9 альбому) безплатно на офіційному сайті групи. Проте цей реліз був відкладений за наполягання лейблу групи.
У грудні 2010 року Коун підтвердив, що альбом проходить фінальну стадію мастерингу, але Island Records не хоче випускати альбом до різдва, так як це було б поганим комерційним ходом. Пізніше Дерік натякнув, що Island Records встановила попередню дату релізу на березень 2011 року.
13 січня 2011 року на радіостанції 89X був представлений перший сингл з альбому під назвою Screaming Bloody Murder. Офіційна цифрова дистрибуція синглу почалась 7 лютого в Європі та наступного дня в США. У Великій Британії реліз синглу відбувся 13 лютого 2011 року.
Через ЗМІ Universal Japan оголосила, що на території Японії альбом вийде 23 березня 2011 года. На офіційному сайті групи було оголошено, що альбом буде випущено 29 березня 2011 року в США. Реліз в Японії було відкладено до 6 квітня 2011 року через землетрус.

## Реліз та реклама альбому
8 січня 2011 року стало відомо, що група випустить свій сингл Screaming Bloody Murder 7 лютого 2011 на радіо у США. На офіційному японському сайті Sum 41 з'явилось підтвердження, що альбом вийде на території Японії 23 березня 2011 року, також на американському офіційному сайті групи було підтверджено, що альбом вийде 29 березня 2011 року на території США. В лютому 2011 року на сайті «Alternative Press» для вільного прослуховування з'явилась ще одна пісня з альбому під назвою «Blood In My Eyes».
15 червня 2011 року через Twitter групи було підтверджено, що другим синглом з альбому стане пісня «Baby, You Don’t Wanna Know» та його реліз відбудеться на канадській радіостанції. 22 червня 2011 року під час виступу в місті Анже в Франції група вперше виконала свій другий синг наживо. 28 червня група заявила, що зніме кліп на свій другий синг під час виступів в Німеччині. В липні Мет Уіблі підтвердив, що відео до першого синглу не вийде через проблеми з лейблом, а відео до другого синглу з'явиться обов'язково. 3 серпня 2011 року пройшла прем'єра кліпу на пісню «Baby, You Don’t Wanna Know» ексклюзивно на німецькому сайті «Myvideo.de».
24 лютого 2012 року через офіційний Twitter групи було підтверджено, що третім синглом з альбому стане пісня «Blood In My Eyes», на неї також буде знято відео, режисером якого стане Майкл Максіс. Робота над відео до третього синглу почалась 29 лютого 2012 року в Лос-Анджелесі.

## Підсумки альбому

### Чарти
Альбом дебютував на 5 позиції UK Rock Albums Chart. Альбом дебютував на 11 позиції Australia Top 50 Digital Albums Chart. Альбом дебютував на 18 позиції Australia Top 50 Physical Albums Chart. Альбом дебютував на 16 позиції Australian Albums Chart. Альбом дебютував на 100 позиції Dutch Albums Chart. Альбом дебютував на 66 позиції UK Albums Chart. Альбом дебютував на 35 позиції Spain Albums Chart. Альбом дебютував на 23 позиції Austrian Albums Chart. Альбом дебютував на 9 позиції Canadian Albums Chart. Альбом дебютував на 25 позиції France Albums Chart. Альбом дебютував на 23 позиції German Albums Chart. Альбом дебютував на 21 позиції Swiss Albums Chart. Альбом дебютував на 31 позиції Billboard 200 в США. Альбом дебютував на 5 позиції Alternative Albums Chart в США. Альбом дебютував на 15 позиції Digital Albums Chart. Альбом дебютував на 5 позиції Rock Albums Chart. Альбом дебютував на 7 позиції Japanese Albums Chart.

### Критика
З моменту виходу альбом отримував в основному схвальні відгуки, також 1 грудня 2011 року отримав номінацію на Grammy.
В рецензіях від «Under The Gun», «Shakefire», «Ultimate-Guitar» та «IGN» було сказано, що це найкращий альбом групи, і добре те, що вони відмовились від жартів в тестах своїх пісень.

### Номінації
30 листопада 2011 року група була номінована на Греммі за «Найкраще Хард-Рок/Метал Виконання» за пісню «Blood In My Eyes», але 12 лютого 2012 року в цій номінації перемогла група Foo Fighters.

## Список композицій
Всі композиції за винятком підписаних були написані Дерріком Уіблі.
| #     | Назва                                                      | Автор слів               | Тривалість |
| ----- | ---------------------------------------------------------- | ------------------------ | ---------- |
| 1.    | «Reason To Believe»                                        |                          | 3:28       |
| 2.    | «Screaming Bloody Murder»                                  | Деррік Уіблі, Том Такер  | 3:25       |
| 3.    | «Skumfuk»                                                  |                          | 3:25       |
| 4.    | «Time for You to Go»                                       |                          | 3:02       |
| 5.    | «Jessica Kill»                                             |                          | 2:50       |
| 6.    | «What Am I to Say»                                         |                          | 4:12       |
| 7.    | «Holy Image of the Lies» (A Dark Road Out of Hell: Part I) |                          | 3:47       |
| 8.    | «Sick of Everyone» (A Dark Road Out of Hell: Part II)      |                          | 3:05       |
| 9.    | «Happiness Machine» (A Dark Road Out of Hell: Part III)    |                          | 4:48       |
| 10.   | «Crash»                                                    |                          | 3:20       |
| 11.   | «Blood In My Eyes»                                         |                          | 4:17       |
| 12.   | «Baby You Don't Wanna Know»                                | Дерик Уибли, Мэтт Сквайр | 3:34       |
| 13.   | «Back To Where I Belong»                                   |                          | 3:42       |
| 14.   | «Exit Song»                                                |                          | 1:42       |
| 48:31 |                                                            |                          |            |

| Бонусний трек для iTunes | Бонусний трек для iTunes       | Бонусний трек для iTunes |
| #                        | Назва                          | Тривалість               |
| ------------------------ | ------------------------------ | ------------------------ |
| 15.                      | «Reason to Believe» (Acoustic) | 2:38                     |

| Бонусні треки в Японській версії альбому | Бонусні треки в Японській версії альбому | Бонусні треки в Японській версії альбому | Бонусні треки в Японській версії альбому |
| #                                        | Назва                                    | Автор слів                               | Тривалість                               |
| ---------------------------------------- | ---------------------------------------- | ---------------------------------------- | ---------------------------------------- |
| 15.                                      | «Reason to Believe» (Acoustic)           |                                          | 2:38                                     |
| 16.                                      | «We're the Same»                         | Дерик Уибли, Джейсон Маккэслин           | 4:10                                     |

## Персонал
Sum 41
- Деррік «Bizzy D» Уіблі — вокал, гітара, піаніно
- Том «Brown Tom» Такер — співавтор синглу «Screaming Bloody Murder»
- Джейсон «Cone» МакКеслін — бас-гітара
- Стів «Stevo32» Джокс — ударні

Студійні записи
- Роджер Джозеф Меннінг молодший — запрошений клавішник
- Ден Чейз - перкусія в піснях «Holy Image of Lies» та «Happiness Machine»
- Джеймс Лівайн — піаніно в пісні «Crash»

## Дата виходу альбому
| Region          | Date            |
| --------------- | --------------- |
| Австралія       | 25 березня 2011 |
| Німеччина       | 28 березня 2011 |
| Італія          | 28 березня 2011 |
| Нідерланди      | 28 березня 2011 |
| Данія           | 28 березня 2011 |
| Франція         | 28 березня 2011 |
| Нова Зеландія   | 28 березня 2011 |
| Польща          | 28 березня 2011 |
| Україна         | 28 березня 2011 |
| Португалія      | 28 березня 2011 |
| Іспанія         | 28 березня 2011 |
| Швеція          | 28 березня 2011 |
| Велика Британія | 28 березня 2011 |
| Канада          | 29 березня 2011 |
| Індія           | 29 березня 2011 |
| США             | 29 березня 2011 |
| Аргентина       | 30 березня 2011 |
| Бразилія        | 30 березня 2011 |
| Японія          | 6 квітня 2011   |